# Anthochaera chrysoptera
El mielero alirrufo (Anthochaera chrysoptera) es una especie de ave paseriforme de la familia Meliphagidae propia del sudoeste y del sudeste de Australia y Tasmania..

## Subespecies
- Anthochaera chrysoptera chrysoptera (Latham, 1802)
- Anthochaera chrysoptera halmaturina (Mathews, 1912)
- Anthochaera chrysoptera tasmanica (Mathews, 1912)

## Localización, hábitat y estado de amenaza
Es una especie característica del sudoeste y del sudeste de Australia y de la isla de Tasmania.
Su hábitat son los bosques de eucaliptos, en los matorrales del te y del tabaco silvestre y en parques y jardines.
No es una especie amenazada.